# Erik Gedeon
Erik Peter Gedeon, född 7 december 1963 i Bern i Schweiz, är en schweizisk-svensk dramatiker, regissör och kompositör, bosatt i Sverige.
Gedeon växte upp i Bern med föräldrar från Schweiz och Sverige och studerade barn- och ungdomspsykologi vid Berns universitet (samt arbetade där som assistent) och 1987-92 studerade han piano och komposition vid Berns Musikkonservatorium (för Erika Radermacher) och sedan vid Conservatoire Royal i belgiska Liège (för Frederic Rzewksi). 
1993-2000 verkade han som musikchef, regissör och kompositör på Schauspielhaus Hannover i Tyskland och främst på tyska teaterscener har han verkat sedan dess som regissör, kompositör och dramatiker med en egen stil av musikteater och ofta en dos svart, provocerande humor i underhållande förening. Åren 2000-02 var han musikchef med mera på Thalia Theater i Hamburg och iscensatte där sedan operetten Vita hästen (2003). Även i Bremen har han arbetat återkommande (iscensatte, utöver egna verk, bland annat operan Friskytten där 2005), liksom på de stora teatrarna i Köln, Dresden, Düsseldorf och Hamburg.
2009 hade han på Schauspielhaus Hamburg urpremiär på Das Wunder von Schweden – Eine musikalische Möbelsaga, ett sångspel om IKEA och dess grundare Ingvar Kamprad, med libretto av den svenske dramatikern Klas Abrahamsson och mycket influenser av svensk folkmusik. Verket fick sedan sverigepremiär på Malmö stadsteater hösten 2010 under titeln Ingvar! En musikalisk möbelsaga (nypremiär 2012 med Anders Ekborg i titelrollen) och väckte stor uppmärksamhet, tilldelades Kvällspostens Thaliapris 2011 och har spelats på flera scener i Norden. Även musikteaterverket Evigt ung, om åldrade skådespelare som bor i sin gamla nedlagda teater, hade sverigepremiär sommaren 2010 på Wermland Opera (nypremiär 2012) med stor framgång och har bland annat också satts upp på Uppsala stadsteater och runt om i Norden och Europa. Han har efterhand utvecklat en egen originell form av "sång-drama".

## Egna verk (uruppföranden)
- 1997: Götterfunken. Ein Abend an die Freude (Schauspielhaus Hannover)
- 1999: SCHNULZ! (Schauspielhaus Hannover)
- 2001: Thalia Vista Social Club (Thalia Theater)
- 2002: The Return of Thalia Vista (Thalia Theater)
- 2003: Familienschlager. Eine musikalische Wiedervereinigung (Bremer Theater)
- 2004: Erdbeerfelder für immer. A really funny evening with singing German (Schauspielhaus Köln)
- 2004: Monkey Show (Thalia Theater)
- 2005: Singen für Deutschland (Bremer Theater)
- 2005: Europa für Anfänger. Ein Abend mit Türke (Schauspielhaus Köln)
- 2006: Hartz IV - Das Musical (Staatsschauspiel Dresden)
- 2006: Mein Ball. Ein deutscher Traum (Schauspielhaus Hamburg)
- 2006: Große Koalition (Düsseldorfer Schauspielhaus)
- 2007: Trostpreis für Deutschland (Schauspielhaus Hamburg)
- 2007: Ewig jung (Staatsschauspiel Dresden)  [2010: Evigt ung (Wermland Opera)]
- 2007: Stairways to heaven (Düsseldorfer Schauspielhaus)
- 2008: Zigeunerjunge (Schauspielhaus Hamburg)
- 2009: Das Wunder von Schweden. Eine musikalische Möbelsaga (tillsammans med Klas Abrahamsson) (Schauspielhaus Hamburg)  [2010: Ingvar! En musikalisk möbelsaga (Malmö stadsteater)]
- 2010: Theatertreffen. Ein Singspiel aus den Alpen (Theater Lindenhof Melchingen/Ruhrfestspiele Recklinghausen)
- 2010: Ingvar (med Klas Abrahamsson) – Malmö stadsteater
- 2012: Min vän Fascisten (med Klas Abrahamsson) – Malmö stadsteater
- 2018: Den fria viljan - Uppsala stadsteater
- 2020: Meningen med döden - Uppsala stadsteater

Dessutom mycket teatermusik, annan musik och iscensättningar av andras verk.